# Ghiacciaio Français
Il ghiacciaio Français è un ghiacciaio situato sulla costa della Terra di Adelia, in Antartide. Si tratta di un ghiacciaio lungo circa 22 km e largo 7 che, partendo dall'altopiano continentale, fluisce verso nord-nord-est fino ad entrare in mare, formando una piccola lingua glaciale, poco a ovest della baia di Ravin.

## Storia
Il ghiacciaio Français è stato avvistato per la prima volta nel 1840 nel corso della spedizione esplorativa francese comandata da Jules Dumont d'Urville, il quale comunque, stando alle mappe da egli tracciate della costa, non lo riconobbe come un ghiacciaio. Successivamente, nel dicembre del 1912, alcuni membri della spedizione Aurora campeggiarono nella alture vicine al lato orientale del ghiacciaio, ma nei loro rapporti non fecero alcuna menzione del ghiacciaio. Finalmente esso fu fotografato durante ricognizioni aeree effettuate nel corso dell'Operazione Highjump nel gennaio del 1947, e quindi mappato più nel dettaglio durante una spedizione francese svolta dal 1952 al 1953 al comando di Mario Marret. In seguito esso è stato così battezzato dal Comitato consultivo dei nomi antartici in onore del Français, la nave utilizzata dalla spedizione esplorativa francese svoltasi dal 1903 al 1905 al comando di Jean-Baptiste Charcot.